# Karl Sundstedt
Karl Alfred Sundstedt, född den 14 oktober 1848 i Sjogerstads socken, Skaraborgs län, död den 25 januari 1914 i Jönköping, var en svensk jurist.
Sundstedt blev student vid Uppsala universitet 1869 och avlade examen till rättegångsverken där 1873. Han blev vice häradshövding 1875, fiskal i Göta hovrätt 1881, assessor där 1884, hovrättsråd 1900 och divisionsordförande 1903. Sundstedt blev riddare av Nordstjärneorden 1899 och kommendör av andra klassen av samma orden 1909.